# طاووط الأعلى

تعديل مصدري - تعديل

طاووط الأعلى هي إحدى قرى عزلة جيشان بمديرية جيشان التابعة لمحافظة أبين، بلغ تعداد سكانها 47 نسمة حسب تعداد اليمن لعام 2004.